# یوسف العبیدی
یوسف العبیدی (انگلیسی: Yousef Al-Obaidly؛ زادهٔ) اهالی کسب‌وکار و مدیر اجرایی اهل قطر است، که هم‌اکنون به‌عنوان مدیرعامل گروه بی‌این مدیا فعالیت می‌کند.